# (6860) Sims
(6860) Sims est un astéroïde de la ceinture principale.

## Description
(6860) Sims est un astéroïde de la ceinture principale. Il fut découvert le 11 février 1991 à Kiyosato par Satoru Ōtomo et Osamu Muramatsu. Il présente une orbite caractérisée par un demi-grand axe de 3,12 UA, une excentricité de 0,12 et une inclinaison de 2,0° par rapport à l'écliptique.

## Compléments